# Phyllachora dothideoides
Phyllachora dothideoides är en svampart som först beskrevs av Speg., och fick sitt nu gällande namn av Petr. & Syd. 1934. Phyllachora dothideoides ingår i släktet Phyllachora och familjen Phyllachoraceae.   Inga underarter finns listade i Catalogue of Life.